# 坂本常蔵
坂本 常蔵（さかもと つねぞう、1854年12月4日（安政元年10月15日） - 没年不明）は、日本の土木建築請負業者、広島県多額納税者。広島県第一流の請負業者として令名を馳せた。族籍は広島県平民。

## 経歴・業績

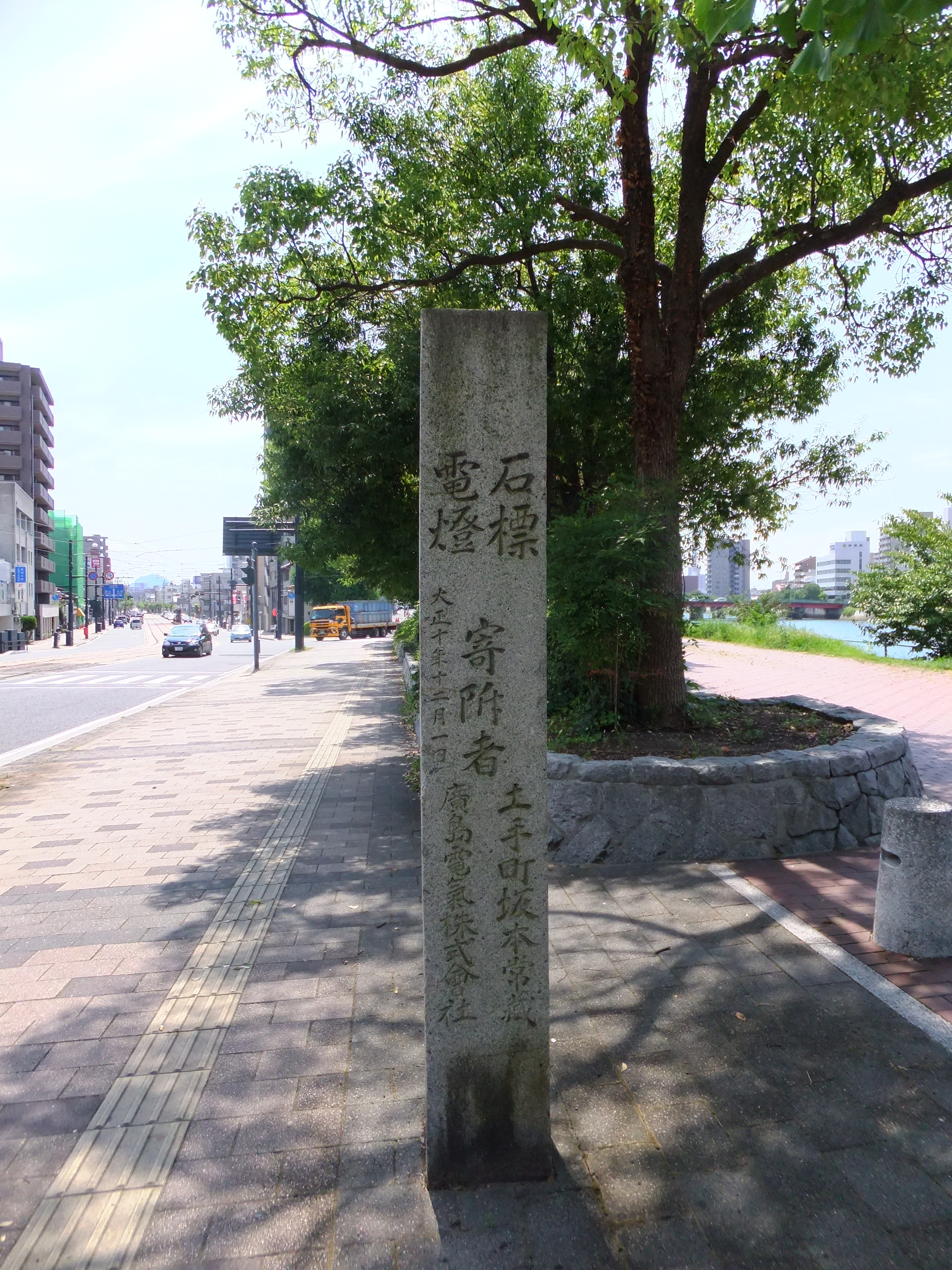
石標電燈
寄付者 土手町坂本常蔵 廣島電氣株式会社
大正十年十二月一日

広島市段原町（現在の南区比治山町）の出身。坂本卯助の二男。性来剛健の坂本は1874年以来土木建築請負業を開始した。
社会に絶大な信用を獲得し、斯界一流の頭角者となり規模は愈々拡張され建築、土木、販売の三部に分かち各部に堪能な主任を採用した。
鉄道省神戸改良事務所指名請負人である。貴族院多額納税者議員選挙の互選資格を有した。住所は広島市段原町、同市土手町。

## 家族・親族
坂本家
- 父・卯助（広島県平民）[2]
- 妹
  - カヨ（1864年 - ?）[2]
  - フサ（1876年 - ?、広島、池田格兵衛の長男徳太郎の妻）[2]
- 妻・ノブ（1878年 - ?、広島、宮本保吉の二女）[2]
- 養子・柳太[6][7][8][9]（1883年 - ?、広島県多額納税者[10][11]、土木建築請負業[7][12]） - 1925年に家督を相続した[13]。
  - 同妻・チナヨ（1888年 - ?、広島、山名源四郎の妹）[2]
  - 同長男・恒夫（1910年 - ?）[2][8]
  - 同長女・喜美子（1908年 - ?）[2]
- 孫